# Pentatló modern als Jocs Olímpics d'estiu de 1960
Als Jocs Olímpics d'Estiu de 1960 celebrats a la ciutat de Roma (Itàlia) es disputaren dues proves de pentatló modern en categoria masculina. Les proves es realitzaren entre els dies 26 i 31 d'agost de 1960.
Aquest esport combina proves de tir (competició de tir de 10 metres de distància), esgrima (competició d'espasa), natació (200 metres lliures), hípica (concurs de salts d'obstacles) i cros.

## Resum de medalles
| Prova                      | Or                                               | Argent                                                      | Bronze                                                  |
| Pentatló modern individual | Ferenc Németh                                    | Imre Nagy                                                   | Robert Beck                                             |
| Pentatló modern per equips | HongriaImre Nagy · András Balczó · Ferenc Németh | Unió SovièticaNikolai Tatarinov · Hanno Selg · Igor Novikov | Estats UnitsRobert Beck · Jack Daniels · George Lambert |

## Medaller
| Posició | País           | Or | Argent | Bronze | Total |
| 1       | Hongria        | 2  | 1      | 0      | 3     |
| 2       | Unió Soviètica | 0  | 1      | 0      | 1     |
| 3       | Estats Units   | 0  | 0      | 2      | 2     |